# Koszt kapitału
Koszt kapitału (ang. cost of capital, CoC) to stopa zwrotu jakiej oczekują dostarczyciele kapitału. Im niższy jest koszt kapitału tym wyższa efektywność projektów realizowanych przez spółkę. Koszt kapitału obliczany jest jako koszt średni zdeterminowany strukturą kapitału i kosztem kapitału z poszczególnych źródeł. Wymagana przez akcjonariuszy, obligatariuszy i inne podmioty dostarczające kapitał (np. banki) stopa zwrotu to koszt, jaki spółka musi ponieść, aby pozyskać kapitał na rynku kapitałowym. Koszt kapitału z poszczególnych źródeł zależy od oczekiwań posiadaczy kapitału, którzy domagają się rekompensaty za czas i ryzyko.
Koszt kapitału jest sumą kosztu kapitału obcego (koszt długu) (ang. cost of debt) i kosztu kapitału własnego (ang. cost of equity). Dla przykładu: koszt długu to stopa zwrotu, którą przeciętna firma musi zapłacić za emisję obligacji; koszt kapitału własnego to stopa zwrotu potrzebna do zapłaty za emisję akcji, zatem kosztem kapitału jest suma kosztu emisji obligacji i zapłaty za emisję akcji. Aby ukończyć projekt inwestycyjny, wymagane są fundusze, które mogą być zorganizowane albo w formie zaciągania kredytów, pożyczek lub emisji obligacji albo wniesienia funduszy własnych, za które płaci się pieniądze (wynagrodzenie dla kredytora lub inwestora). Wiele firm używa do finansowania inwestycji zarówno długu, jak i kapitału własnego – wówczas łączny koszt kapitału możemy obliczyć za pomocą wskaźnika średniego ważonego kosztu kapitału – WACC (ang. weighted average cost of capital). Jest to również koszt alternatywny inwestycji, co oznacza, że jeśli ta sama kwota zostałaby zainwestowana w inną inwestycję, stopa zwrotu, którą można by uzyskać, jest kosztem kapitału.
Koszt kapitału jest kluczowym zagadnieniem w teorii, jak i w praktyce finansów, należy do tych kategorii ekonomicznych, które mają elementarne znaczenie dla analiz ekonomiczno-finansowych i wyznaczania wartości pieniądza w czasie.
Koszt kapitału jest funkcją cen na rynku kapitałowym i można go rozpatrywać w kategoriach kosztu średniego lub krańcowego.

## Opis wskaźnika
1. Wzór na koszt kapitału (zgodnie ze zwyczajem powszechnie przyjętym w publikacjach z zakresu finansów przedsiębiorstw koszt kapitału jest oznaczany małą literą {\displaystyle k}) można zapisać jako:
{\displaystyle k=k_{d}+k_{e}}
gdzie:
{\displaystyle k} – koszt kapitału
{\displaystyle k_{d}} – koszt długu (koszt kapitału obcego)
{\displaystyle k_{e}} – koszt kapitału własnego
Przykład obliczenia kosztu kapitału:
Koszt kapitału własnego wynosi 1,000,000 PLN, koszt długu (kapitału obcego) wynosi 500,000 PLN, to wówczas:
a) {\displaystyle k} = 1,000,000 PLN + 500,000 PLN
b) {\displaystyle k} = 1,500,000 PLN
Koszt kapitału dla projektu wynosi 1,500,000 PLN.
2. W przypadku spółek akcyjnych, formuła na kosztu kapitału jest sumą stóp kosztów długu, kosztów akcji uprzywilejowanych i kosztów akcji zwykłych według wzoru:
{\displaystyle k=k_{d}+k_{p}+k_{e}}
gdzie:
{\displaystyle k} – koszt kapitału
{\displaystyle k_{d}} – koszt długu (koszt kapitału obcego)
{\displaystyle k_{p}} – koszt akcji uprzywilejowanych
{\displaystyle k_{e}} – koszt kapitału własnego
(1) koszt długu (ang. cost of debt) – koszt długu to efektywna stopa procentowa, którą spółka płaci od swoich bieżących zobowiązań wobec wierzycieli i posiadaczy długów zgodnie ze wzorem:
{\displaystyle k_{d}=i(1-T)}
gdzie:
{\displaystyle k_{d}} – koszt długu
{\displaystyle i} – wartość odsetek od długu
{\displaystyle T} – stawka podatku
(2) koszt akcji uprzywilejowanych (ang. cost of preferred stock) – koszt akcji uprzywilejowanej to stopa zwrotu wymagana przez inwestora zgodnie ze wzorem:
{\displaystyle k_{p}={\frac {D_{p}}{P_{p}}}}
gdzie:
{\displaystyle k_{p}} – koszt akcji uprzywilejowanych
{\displaystyle D_{p}} – wartość rocznej dywidendy, przypadającej na akcję uprzywilejowaną
{\displaystyle P_{p}} Pu – cena akcji uprzywilejowanej
(3) koszt kapitału własnego (ang. cost fo equity) – koszt kapitału własnego to stopa zwrotu wymagana przez inwestora do zainwestowania kapitału w biznes. Istnieje wiele modeli obliczania kosztów kapitału własnego, m.in. Model CAPM, którego formuła to:
{\displaystyle k_{e}=k_{f}+\beta (k_{m}-k_{f})}
gdzie:
{\displaystyle k_{e}} – koszt kapitału własnego (oczekiwana stopa zwrotu)
{\displaystyle k_{f}} – stopa wolna od ryzyka (zazwyczaj stopa zwrotu z papierów skarbowych)
{\displaystyle k_{m}} – stopa zwrotu z portfela rynkowego
{\displaystyle \beta } – współczynnik beta określający kowariancję stopy zwrotu danego papieru wartościowego ze stopą zwrotu z portfela rynkowego.
Różnica {\displaystyle (k_{m}-k_{f})} stanowi premię za ryzyko.
Wobec powyższego koszt kapitału wyniesie:
{\displaystyle k=i(1-T)+D_{p}/P_{p}+k_{f}+\beta (k_{m}-k_{f})}
oraz możemy obliczyć średni ważony koszt kapitału – WACC (ang. weighted average cost of capital) według formuły:
{\displaystyle WACC=w_{d}k_{d}+w_{p}k_{p}+w_{e}k_{e}}
gdzie:
{\displaystyle w_{d}} – proporcja długu w strukturze kapitału.
{\displaystyle w_{p}} – proporcja kapitału z akcji uprzywilejowanych w strukturze kapitału
{\displaystyle w_{e}} – proporcja kapitału własnego w strukturze kapitału.
{\displaystyle k_{d}} – koszt długu
{\displaystyle k_{p}} – koszt akcji uprzywilejowanych
{\displaystyle k_{e}} – koszt kapitału własnego (oczekiwana stopa zwrotu)

## Zalety
- odzwierciedla oczekiwaną stopę zwrotu z zainwestowanego kapitału przy danym poziomie ryzyk
- wyznacza stopę zwrotu, którą przedsiębiorstwo powinno osiągnąć, realizując daną inwestycję w celu zachowania swojej wartości
- pozwala porównywać stopy zwrotu związane z określonymi projektami inwestycyjnymi
- zapewnia odwzorowanie zmian każdego z uwzględnianych w kalkulacji składników

## Wady
- wysoka pracochłonność wyznaczania
- wysokie zróżnicowanie stosowanych modeli wyceny
- arbitralność przyjmowanych poszczególnych elementów składowych w poszczególnych modelach
- trudności w uspójnieniu źródeł stanowiących podstawę kategorii poszczególnych modeli
- przyjmowanie parametrów retrospektywnych (z przeszłości) do wyznaczenia wartości prospektywnej (na przyszłość), co generuje ryzyko niedoszacowania
- nie zapewnia obiektywnej porównywalności możliwych stóp zwrotu z inwestycji pomiędzy branżami, ze względu na silne zróżnicowanie branżowe kosztu kapitału